# Leptoneta trabucensis
Leptoneta trabucensis là một loài nhện trong họ Leptonetidae.
Loài này thuộc chi Leptoneta. Leptoneta trabucensis được Eugène Simon miêu tả năm 1907.